# ARC
|  | Per a altres significats, vegeu «ARC (desambiguació)». |

ARC (o A.R.C.) fou una marca valenciana de motocicletes, fabricades a València pels germans Bonet entre 1954 i 1955.

## Història
Les ARC es començaren a vendre el 1954, després de tres anys d'assaigs en curses i carreteres de tota mena. Se'n fabricaren dues versions, 
Popular i Luxe, equipades ambdues amb dos temps i 125 cc, amb unes mesures de 54x54 mm. Les seves característiques eren aquestes:
- ES (Popular): motor de dos temps monocilíndric, refrigerat per aire, de 123,6 cc.; encesa i enllumenat per volant magnètic; canvi de tres velocitats amb comandament al peu; embragatge monodisc; quadre en tub d'acer; suspensió davantera amb forquilla telescòpica i posterior telescòpica amb ressorts; seient regulable.
- B (Luxe): el mateix motor que l'ES, de la qual se'n diferenciava per l'enllumenat (mitjançant rectificador de corrent per volant magnètic), les suspensions (telehidràulica davant i amortidors hidràulics darrere).

De l'ARC se'n construïren poques unitats, que es distribuïren per la comarca. A més a més, problemes derivats de la distribució n'impediren la continuïtat.